# Wanglian (sockenhuvudort i Kina, Shandong Sheng, lat 36,99, long 122,36)
Wanglian (kinesiska: 王连, 王连街道) är en sockenhuvudort i Kina. Den ligger i provinsen Shandong, i den östra delen av landet, omkring 480 kilometer öster om provinshuvudstaden Jinan. Antalet invånare är 16 530. Befolkningen består av 8 173 kvinnor och 8 357 män. Barn under 15 år utgör 7,0 %, vuxna 15-64 år 73 %, och äldre över 65 år 18,0 %.
Runt Wanglian är det tätbefolkat, med 411 invånare per kvadratkilometer. Närmaste större samhälle är Renhe, 12,0 km sydväst om Wanglian. Trakten runt Wanglian består till största delen av jordbruksmark.
Genomsnittlig årsnederbörd är 718 millimeter. Den regnigaste månaden är augusti, med i genomsnitt 164 mm nederbörd, och den torraste är februari, med 16 mm nederbörd.